# Trà Vinh
Trà Vinh là một phường thuộc tỉnh Vĩnh Long, Việt Nam.

## Địa lý
Phường Trà Vinh có vị trí địa lý:
- Phía Đông giáp xã Hưng Mỹ.
- Phía Tây giáp phường Nguyệt Hóa.
- Phía Nam giáp xã Châu Thành và Song Lộc.
- Phía Bắc giáp phường Long Đức và Hòa Thuận.

Phường Trà Vinh có diện tích 15,73 km², dân số tính đến năm 2025 là 45.397 người, mật độ dân số đạt 2.886 người/km².

## Lịch sử hành chính
Ngày 16 tháng 6 năm 2025, Ủy ban Thường vụ Quốc hội ban hành Nghị quyết số 1687/NQ-UBTVQH15 của Ủy ban Thường vụ Quốc hội về việc sắp xếp các đơn vị hành chính cấp xã của tỉnh Vĩnh Long năm 2025. Theo đó, sắp xếp toàn bộ diện tích tự nhiên, quy mô dân số của Phường 1, Phường 3 và Phường 9 (thành phố Trà Vinh) thành phường mới có tên gọi là phường Trà Vinh.
Sau khi sáp nhập, phường Trà Vinh có 15,73 km² diện tích tự nhiên và dân số 45.397 người.